# ICONCLASS
ICONCLASS je klasifikační systém, který slouží k systematickému třídění objektů, lidí, abstraktních pojmů a událostí, které jsou vyobrazeny na obrazech, fotografiích, ilustracích nebo jiných vizuálních dokumentech. Název vznikl složením dvou slov „Iconography“ a „Classification“ – ikonografie a klasifikace. Třídění je založeno na desetinném principu a používá alfanumerickou notaci. V praxi našlo uplatnění především v muzeích, galeriích a v dalších podobných institucích, kde přirozeně slouží pro popis a klasifikaci obrazů, fotografií a dalších obrazových médií. Podstatou třídění je dávání do vztahů obrazy, které obsahují stejné objekty – tedy princip odkazování mezi jednotlivými dokumenty. Je možné tímto způsobem popisovat a vyhledávat jak celé obrazy, tak jednotlivé jejich prvky.
Třídění ICONCLASS tvoří tři komponenty:
1. Klasifikační systém o 28 000 pojmech – každý pojem obsahuje třídník, popis a předmětové heslo.
2. Abecední rejstřík o 14 000 klíčových slovech, který je vytvořen za účelem snadnějšího nalezení třídníku.
3. Bibliografie, která obsahuje 40 000 referencí na knihy a články týkající se ikonografie (zatím existuje pouze v tištěné verzi).[2][3]

## Vznik a historie
Myšlenkovým zakladatelem třídění byl Henri van de Waal (1910–1972), profesor umění na nizozemské univerzitě v Leidenu, který se počátkem 50. let začal věnovat ikonografické klasifikaci, která později získala název ICONCLASS. První verze vznikla už v roce 1958. Jednotlivé svazky úplného vydání byly publikovány postupně mezi léty 1973 a 1985, tedy až po van de Waalově smrti. V rozvoji třídění dále pokračovali jeho žáci. V roce 1990 začala Utrechtská univerzita vydávat počítačové verze třídění. První online vyhledávač byl spuštěn v roce 2004 pod názvem Iconclass Libertas Browser, v roce 2009 ho nahradil systém Iconclass 2100 Browser. V současné době se stará o údržbu klasifikace Nizozemský institut dějin umění (Rijksbureau voor Kunsthistorische Documentatie), který v roce 2006 nahradil původního majitele Královskou nizozemskou akademii věd a umění (Koninklijke Nederlandse akademie van wetenschappen), která se o třídění starala od roku 2001.

## Popis klasifikačního systému
ICONCLASS je hierarchický klasifikační systém podobný tezauru, tvořený alfanumerickou notací a slovním vyjádřením, které specifikuje jednotlivé třídy. ICONCLASS tak tvoří ucelený systém, který slouží pro zařazování vizuálních dokumentů do předem připravené klasifikace. Pomocí ICONCLASS je možné dokumenty systematicky popisovat, zařazovat do kategorií a následně zpětně podle těchto kategorií vyhledávat.
Klasifikační systém ICONCLASS byl původně vydán v tištěné verzi obsahující 17 svazků. Každá třída obsahovala jednotlivé podřazené podtřídy a slovní vysvětlení. V současné době se tištěné verze, ani verze na CD nevydávají (v tištěné podobě nyní vycházejí pouze doplněné třídníky), třídění je dostupné zdarma online přes systém Iconclass 2100 Browser. Vyhledávat je možné dvěma způsoby – browsingem (procházením) a vyhledávání podle klíčového slova. Klíčová slova doplněná o vysvětlivky jsou v současné době dostupná ve čtyřech jazykových verzích: v anglické, německé, francouzské a italské. Kromě toho existuje částečný překlad do finštiny a norštiny a připravuje se verze v čínštině a nizozemštině.

### Struktura, hlavní kategorie (třídy)
Základem klasifikačního systému je deset hlavních obecných kategorií (tříd), které jsou označeny číslicemi 0–9. Hlavní kategorie se dále hierarchicky dělí do konkrétnějších kategorií. Základem je tří úrovňová hierarchie, první dvě úrovně (hlavní kategorie a kategorie o úroveň níže) jsou označeny číslicemi. Hlavní kategorie jsou na druhém nižším stupni děleny na devět nižších úrovní (číslice 1–9). Třetí úrovně jsou označeny velkými písmeny – nabízí tedy dělení na maximálně 25 nižších úrovní (písmeno J je vynecháno). Tato tříúrovňová hierarchická struktura tvoří 450 základních kategorií, které je dále možné konkretizovat pomocí dalšího rozdělování značeného číselnou notací. V původní tištěné verzi se v notaci pro přehlednost uváděla oboustranná mezera u písmene a mezera po každých dvou číslicích, v elektronické verzi však mezery již uvedeny nejsou.
Hlavní třídy:
- 0 Abstraktní umění (Abstract, Non-representational Art )
- 1 Náboženství, magie (Religion and Magic)
- 2 Příroda (Nature)
- 3 Člověk, lidstvo (Human Being, Man in General)
- 4 Společnost, civilizace, kultura (Society, Civilization, Culture)
- 5 Abstraktní pojmy a myšlenky (Abstract Ideas and Concepts)
- 6 Dějiny (History)
- 7 Bible
- 8 Literatura (Literature)
- 9 Tradiční mytologie a antika (Classical Mythology and Ancient History)

Rozšíření hlavní třídy je možné vidět na následujícím příkladu.
- 1 Náboženství, magie (Religion and Magic)
  - 11 Křesťanství
    - 11G Andělé
      - 11G2 aktivity andělů na nebi
        - 11G21 zpívající andělé

  - 12 Jiná než křesťanská náboženství
  - 13 Magie, okultismus
  - 14 Astrologie[10][8]

Do kategorie s notací 11G21 je tedy možné zařadit například obraz Leonaert Bramera Koncert andělů.
Třída 0 se v původní verzi nenacházela, byla přidána až v roce 1996 na popud uživatelů.

### Pomocné znaky
ICONCLASS, stejně jako například Mezinárodní desetinné třídění, nabízí užití pomocných znaků pro zpřesnění termínu.
Jako pomocné znaky se používají závorky, pomocné termíny, zdvojená písmena a strukturální číslice. Kromě těchto znaků je možné použít například i dvojtečku, která stejně jako MDT dává dva termíny spolu do vztahu.

#### Text vzávorce
Text v závorce umístěný za notací umožňuje oprostit se od hierarchické struktury a použít konkrétní pojmenování objektu. Například třídník 25G41, který označuje květiny, můžeme rozšířit o přesný název – 25G41(LILY).

#### Pomocné termíny (keys)
Pomocné termíny jsou definovány ve speciálním seznamu a vždy se vztahují k určité oblasti třídění. Tvoří jej řetězec číslic nebo číslic a slov a slovní vyjádření znaku. Pomocné znaky jsou uvedeny za znamínkem plus, jsou umístěny v kulaté závorce a uvádí se na konci celého třídníku.

Např. pro třídu 43C, která ukrývá tematiku sportů, her a jiných fyzických aktivit, jsou definované pomocné znaky 1–9. Pomocný znak pod číslicí 6 reprezentuje venkovní aktivity. Notací 43C(+6) tedy mohou být označeny obrazy, které vyobrazují venkovní sporty.
Pomocné termíny mohou být více či méně podrobné, podrobnější tvoří tzv. „queue of keys“ neboli řadu pomocných termínů.

#### Zdvojení písmen
V některých případech je možné zdvojit písmeno, které se v notaci nachází na třetím místě a mírně tím upravit význam – někdy se změní kontext, jindy je možné obrátit význam. Zdvojení není možné u všech termínů, pouze u některých.
Například třída 11H slouží pro označení svatých, třída 11HH pro označení světic.

#### Strukturální číslice
Pro třídění ICONCLASS vznikly také strukturální číslice jako vodítko ke strukturalizaci společných informací o skupinách podobných postav (např. řečtí bohové, historické postavy, svatí, apod.)
Stejně jako pomocné termíny i strukturální číslice lze využít jen pro některé kategorie třídění. Slouží především k propojování příbuzných termínů z různých kategorií. Na rozdíl o pomocných termínů nejsou strukturální číslice uváděny v závorkách, ale jsou přímo součástí notace. V konečné notaci tedy není nijak patrné, že se jedná o pomocný znak. Portál ICONCLASS uvádí příklad třídníku 92B32 „love-affairs of Apollo“, kde číslice 2 (pomocný znak) na konci třídníku reprezentuje milostné aféry a znak 92B3 boha Apollóna.

## Kritika
ICONCLASS je nejrozšířenější ikonografické třídění, populární je především v Evropě a Spojených státech. I přes jeho rozšíření však třídění sklízí i negativní kritiku. Je mu vyčítáno například to, že není vhodné pro zachycení běžných objektů (stoly, domy, apod.). ICONCLASS je nicméně považovaný za ne zcela ideální především kvůli jeho zaměření na západní kulturu a křesťanství, jak je tomu například i u Deweyho desetinného třídění. Jako nedostatek je také považována obtížnost zařadit moderní abstraktní díla, jelikož je třídění zaměřené primárně na umění západní civilizace vytvořené do 18. století. Z tohoto důvodu byla i později přidána třída 0 (abstraktní umění). Vyčítána je i časová náročnost používání, kdy údajně popsání jednoho obrazu zabere i 30 minut.

## Alternativy kICONCLASS
- AAT - Art and Architecture Thesaurus
Třídění obsahuje cca 131 000 hesel, slouží pro popis umění a to i např. architektury, zatímco ICONCLASS popisuje pouze obrazy, fotografie a jiná "dvojrozměrná" obrazová díla. Podobně jako ICONCLASS je toto třídění zaměřené především na západní civilizaci.[12][7]
- TGM - Thesaurus for Graphic Materials
Autorem TGM je Kongresová knihovna. Třídění obsahuje více než 7000 termínů. Podobně jako ICONCLASS slouží pro popis fotografií, tisků, obrazů, apod.[13][12]
- TELCLASS
Jedná se o třídění z dílny BBC, které slouží pro popis především audiovizuálních materiálů.[7]

## Rozšíření ICONCLASS
Vzhledem k tematickému zaměření tříd došlo k rozšíření především v Evropě a Severní Americe. Některé instituce, které používají ICONCLASS jsou uvedeny v následujícím seznamu:
Finsko
- Finská národní galerie

Francie
- Base Joconde of the Ministère de la Culture
- Louvre

Kanada
- Artcyclopedia

Nizozemsko
- Arkyves
- Dánská královská knihovna
- Dánská národní knihovna
- Rijksmuseum
- Rijksuniversiteit Groningen

Německo
- Marburg Photographic Archive
- Gemäldegalerie Berlin

Portugalsko
- João Miguel dos Santos Simões Thematic Network on the Study of Tiles and Ceramics

Spojené státy
- Harvard University Fine Arts Library
- Getty Research Institute

Velká Británie
- Bodleyova knihovna, Oxfordská univerzita
- The Courtauld Institute of Art
- Národní galerie (Londýn)
- Victoria and Albert Museum